# Misa (fiume Lettonia)
Il Misa è un fiume che scorre in Lettonia. Esso nasce nella municipalità di Vecumnieki e sfocia come tributario nel fiume Iecava.